# Três Nações 1998
O Três Nações 1998 foi a III edição do Torneio, a competição esportiva internacional anual de rugby entre a Austrália (Wallabies), Nova Zelândia (All Blacks) e a África do Sul (Springboks).
O torneio foi disputado entre os dias 11 de Julho e 22 de Agosto.
Vencedora foi a seleção sul-africana os Springboks (1º título),
A Austrália ganhou a Copa Bledisloe (contra a Nova Zelândia).

## Jogos
| 11 de Julho de 1998 |         |               |           |
| Austrália           | 24 – 16 | Nova Zelândia | Melbourne |
|                     |         |               | Melbourne |

| 18 de Julho de 1998 |         |               |       |
| Austrália           | 13 – 14 | África do Sul | Perth |
|                     |         |               | Perth |

| 25 de Julho de 1998 |        |               |            |
| Nova Zelândia       | 3 – 13 | África do Sul | Wellington |
|                     |        |               | Wellington |

| 1 de Agosto de 1998 |         |           |              |
| Nova Zelândia       | 23 – 27 | Austrália | Christchurch |
|                     |         |           | Christchurch |

| 15 de Agosto de 1998 |         |               |        |
| África do Sul        | 24 – 23 | Nova Zelândia | Durban |
|                      |         |               | Durban |

| 22 de Agosto de 1998 |         |           |             |
| África do Sul        | 29 – 15 | Austrália | Joanesburgo |
|                      |         |           | Joanesburgo |

## Classificação
| Seleção       | Vitórias | Empates | Derrotas | Pontos a favor | Pontos contra | Pontos +/- | Bonus | Pontos |
| ------------- | -------- | ------- | -------- | -------------- | ------------- | ---------- | ----- | ------ |
| África do Sul | 4        | 0       | 0        | 80             | 54            | +26        | 1     | 17     |
| Austrália     | 2        | 0       | 2        | 79             | 82            | -3         | 2     | 10     |
| Nova Zelândia | 0        | 0       | 4        | 65             | 88            | -23        | 2     | 2      |

Pontuação: Vitória=4, Empate=2, Derrota=0, Bônus para equipe que fizer 4 ou mais tries = + 1, Bônus para equipe que perder por 7 pontos ou menos = + 1.

## Campeã
| Três Nações 1998                              |
| --------------------------------------------- |
| África do Sul (Springboks) Campeã (1º título) |